# Station Vilsteren
Station Vilsteren (geografische afkorting Vil) is een voormalig station aan de spoorlijn Zwolle - Stadskanaal tussen Dalfsen en Ommen. Het werd ontworpen door de Amsterdamse architect Eduard Cuypers. Het bestond uit een kleine woning voor de stationschef, onder een royale kap. Een uitbouw onder dezelfde kap bood plaats aan een wachtkamer met portaal. . Het kleine gebouw zou als voorbeeld dienen voor tien andere haltegebouwen aan de NOLS lijn. In 1915 onderging het een kleine uitbreiding. Het station was in gebruik van 15 januari 1903 tot 15 mei 1938. Voor goederenvervoer was de halte Vilsteren nog tot mei 1966 geopend. Vanuit Vilsteren werd vooral mijnhout vervoerd voor de mijnen in Limburg. Het stationsgebouw van Vilsteren is in 1980 gesloopt.
0: Zwolle ·
5: Herfte-Veldhoek ·
8: Marshoek-Emmen ·
12: Dalfsen ·
15: Rechteren ·
19: Vilsteren ·
23: Ommen ·
25: Sterkamp ·
29: Junne ·
31: Beerze ·
34: Mariënberg ·
37: Bergentheim ·
Brucht ·
42: Hardenberg ·
45: Baalder-Radewijk ·
48: Gramsbergen ·
50: De Haandrik ·
55: Coevorden ·
59: Dalen ·
62: Dalerveen ·
66: Nieuw Amsterdam ·
70: Emmen Zuid ·
71: Emmen Bargeres ·
72: Zuidbarge ·
75: Emmen ·
79: Weerdinge ·
82: Valthe ·
87: Exloo ·
93: Buinen ·
95: Drouwen ·
100: Gasselternijveen ·
103: Tweede Dwarsdiep ·
107: Stadskanaal
1. ↑  Norbruis, Obbe (2025): Eduard Cuypers Leven & Werk. Hoe hij verdween uit onze architectuurgeschiedenis, oeuvrecatalogus, Edam, LM Publishers, ISBN 9789460229527 blz. 106-107